# TWiiNS
TWiiNS — словацкий поп-дуэт, состоящий из сестёр-близнецов Даниэлы и Вероники Низловых. Обе родились 15 мая 1986 года. Ранее группа дважды меняла своё название — сначала Tweens (1996—2006), затем Twice as Nice (2006—2008), но вскоре участницы определились с окончательным выбором названия для своего коллектива.
В 2008 году TWiiNS приняли участие как бэк-вокалистки и танцовщицы в выступлении чешской певицы Терезы Керндловой на конкурсе песни «Евровидение-2008» в Белграде, Сербия. В 2011 году сёстры Низловы получили возможность снова выступить на предстоящем «Евровидении» (как представители Словакии) с песней «I’m Still Alive» («Я всё ещё жива»). Композиция была исполнена дуэтом во время второго полуфинала, состоявшегося 12 мая, и по итогам зрительского голосования, TWiiNS не прошли в финал конкурса.
После «Евровидения» TWiiNS продолжили свою музыкальную карьеру, выпустив несколько синглов и альбомов. В 2013 году они сотрудничали с американским рэпером Flo Rida, записав с ним песню «One Night Stand» В 2015 году они приняли участие в национальном отборе на «[[Евровидение-2015]»] с песней «In The Radio», но заняли лишь четвёртое место. В 2017 году они выпустили свой третий студийный альбом Latino Love, который включал в себя песни на английском, словацком и испанском языках. В 2019 году они снова попытались представить Словакию на «Евровидении-2019» с песней «Sme tu len raz» («Мы здесь только раз»), но не прошли отбор. В 2020 году они выпустили сингл «Que Me Gusta», посвящённый их любви к латиноамериканской культуре.
В 2021 году TWiiNS отметили своё 35-летие и 25-летие творческой деятельности. Они выпустили новый сингл «Keď sa láme chlieb» («Когда ломается хлеб»), который стал хитом в Словакии. Они также анонсировали свой четвёртый студийный альбом, который должен выйти в 2022 году. В 2023 году они планируют провести большой юбилейный концерт в Братиславе, на котором пригласят своих друзей и коллег по сцене. Они также не исключают возможности снова попробовать свои силы на «Евровидении» в будущем.

## Дискография
- Tweens (2000)
- Máme čas… (2001)
- Škrtni zápalkou (2003)
- Láska chce viac (2005)
- Compromise (2009)

## Сборники
- Okey piánko 4 (2006)
- SK Hity 2008 (2008)